# Gustaf Linderholm
Gustaf Linderholm, född 30 juni 1894 i Stockholm, död 22 april 1975 i Stockholm,  var en svensk idrottsman (långdistanslöpare). Han tävlade för Fredrikshofs IF.
Linderholm vann SM-guld på 10 000 meter och 20 000 meter år 1917.